# Афінні проєкції

Афінні проєкції

Афінні проєкції (рос. аффинные проекции, англ. affine projections, affine trasformations, affine geometry, нім. affine Projektionen f pl) — проєкції, побудова яких ґрунтується на афінному перетворенні фігур. Застосовуються в маркшейдерській практиці для виконання об'ємних зображень, складних вузлів гірничих виробок. У виконанні А.п. більш прості за аксонометричні проєкції і дозволяють створити об'ємну модель мережі підземних гірничих виробок шахти.
На рисунку наведено план гірничих виробок (а), принципи побудови відносно осі спорідненості X1 та афінне зображення гірничих виробок (б) Біля характерних точок виробок вказано числові позначки.